# Список самых кассовых медиафраншиз
Список самых кассовых медиафраншиз включает в себя медиафраншизы, которые начинались как книги, фильмы, видеоигры, комиксы, анимационные фильмы или телесериалы и были распространены на другие виды медиа. Для каждой франшизы, перечисленной ниже, общий доход включает доход от билетов в кино, домашних развлечений, видеоигр, товаров и любых других продуктов, связанных с франшизой, когда такая информация доступна.
Список включает в себя общий расчётный доход и разбивку доходов. Оценки основаны на совокупном доходе от различных СМИ и товаров на основе общедоступных данных.

## Больше 50 млрд долларов
| франшиза               | Год основания | Общий доход | Распределение выручки | Оригинальные медиа          | Создатель(-и)                | Владелец (владельцы)                                                                             |
| ---------------------- | ------------- | ----------- | --- | --------------------------- | ---------------------------- | ------------------------------------------------------------------------------------------------ |
| Покемон                | 1996          | $100 млрд   | - Лицензионные товары — $67,145 млрд - Видеоигры — $19,533 млрд - Карточная игра — $12,13 млрд - Касса — $1,756 млрд - Сериализация манги — $1,452 млрд - Аниме-телесериал — $863 млн - Объём продаж танкобонов манги — $72,4 млн | Видеоигра                   | Сатоси Тадзири Кэн Сугимори  | Nintendo (Товарный знак) The Pokémon Company (Nintendo, Game Freak, Creatures) (Авторское право) |
| Hello Kitty            | 1974          | $86 млрд    | - Продажи товаров — $85,832 млрд - Журнал Manga — $23 млн - Продажи музыкального CD — $3 млн | Мультипликационный персонаж | Юко Симидзу Синтаро Цудзи    | Sanrio                                                                                           |
| Винни-Пух              | 1924          | $76 млрд    | - Розничные продажи — $76,19 млрд - DVD & Blu-ray продажи — $59 млн - Касса — $460 млн | Книга                       | Алекса́ндр Милн Эрне́ст Ше́пард | The Walt Disney Company                                                                          |
| Mickey Mouse & Friends | 1928          | $74 млрд    | - Розничные продажи — $73,115 млрд - Касса — $457,4 млн - VHS & DVD продажи — $280 млн - Комиксы — $460 тыс | Мультфильм                  | Уолт Дисней Аб А́йверкс       | The Walt Disney Company                                                                          |
| Звёздные войны         | 1977          | $70 млрд    | - Продажи товаров — $42,217 млрд - Касса — $10,312 млрд - Домашнее видео -$9,057 млрд - Видеоигры — $6,037 млрд - Продажи книг — $1,82 млрд - Телевизионные доходы — $280 млн                                                     | Фильм                       | Джордж Лукас                 | Lucasfilm (The Walt Disney Company)                                                              |
| Anpanman               | 1973          | $60 млрд    | - Розничные продажи — $60.375 млрд - Касса — $67 млн - Музей — $25 млн | Манга                       | Такаси Янасэ                 | Froebel-kan                                                                                      |

## Больше 20 млрд долларов
| франшиза                                   | Год основания | Общий доход | Распределение выручки | Оригинальные медиа | Создатель(-и)       | Владелец (владельцы)                                                                                            |
| ------------------------------------------ | ------------- | ----------- | --- | ------------------ | ------------------- | --- |
| Диснеевские принцессы                      | 2000          | $47 млрд    | - Розничные продажи — $46,331 млрд - Касса — $529 млн - Домашние развлечения — $45 млн | Мультсериал        | Энди Муни           | The Walt Disney Company                                                                                         |
| Кинематографическая вселенная Marvel (КВМ) | 2008          | $36 млрд    | - Касса – $22,906 млрд - Продажа товаров – $7,228 млрд - Домашние развлечения – $5,254 млрд - Комиксы – $520,000 | Фильм              | Marvel Studios      | - Walt Disney Studios - Sony Pictures - (фильмы про Человека-паука) - Universal Pictures - («Невероятный Халк») |
| Гарри Поттер                               | 1997          | $32 млрд    | - Касса — $9,194 млрд - Продажа товаров — $8,318 млрд - Продажи книг — $7,743 млрд - Домашнее видео — $3,966 млрд - Видеоигры — $1,555 млрд - Телевизионные доходы — $1 млрд - Гарри Поттер и Проклятое дитя — $108 млн | Роман              | Джоан Роулинг       | Джоан Роулинг (книги) Warner Bros. (AT&T) (фильмы)                                                              |
| Бэтмен                                     | 1939          | $28 млрд    | - Розничные продажи — $21,329 млрд - Домашнее видео — $1,212 млрд - Касса — $6,059 млрд - Телевизионные доходы — $340 млн                                                                                               | Комикс             | Боб Кейн Билл Финге | DC Comics (AT&T)                                                                                                |
| Call of Duty                               | 2003          | $20 млрд    | - Видеоигры – $18,132 млрд | Видеоигра          | Infinity Ward       | Activision (Activision Blizzard)                                                                                |

## Больше 10 млрд долларов
| франшиза          | Год основания | Общий доход | Распределение выручки | Оригинальные медиа | Создатель(-и)    | Владелец (владельцы)                          |
| ----------------- | ------------- | ----------- | --- | ------------------ | ---------------- | --------------------------------------------- |
| Джеймс Бонд       | 1953          | $19,9 млрд  | - Касса – $7,078 млрд - Продажи домашнего видео– $4,194 млрд - Товары и лицензирование – $3,06 млрд - Продажа книг – $550 млн - Видео игры – $351 млн  | Роман              | Ян Фле́минг       | Metro-Goldwyn-Mayer                           |
| CrossFire         | 2007          | $12 млрд    | - Видеоигры — $12 млрд | Видеоигра          | Smilegate        | Smilegate Tencent                             |
| Ultra Series      | 1966          | $11,7 млрд  | - Продажа товаров — 10,406 млрд - Патинко — $972 млн - Продажа домашнего видео — $275,3 млн                                                            | Телесериал         | Эйдзи Цубурая    | Tsuburaya Productions (Bandai Namco Holdings) |
| FIFA              | 1993          | $11,5 млрд  | - Видеоигры — $11,479 млрд | Видеоигра          | EA Canada        | Electronic Arts                               |
| Звёздный путь     | 1966          | $10,8 млрд  | - Розничная торговля — $4,753 млрд - Телевизионные доходы — $2,3 млрд - Касса — $2,266 млрд - VHS продажи — $1 млрд - DVD & Blu-ray продажи — $326 млн | Телесериал         | Джин Родденберри | Viacom CBS Corporation                        |
| League of Legends | 2009          | $10,1 млрд  | - Видеоигры — $10,098 млрд - Комиксы — $190,617 | Видеоигра          | Riot Games       | Tencent                                       |

## Больше 5 млрд долларов
| франшиза                 | Год основания | Общий доход | Распределение выручки | Оригинальные медиа | Создатель(-и)               | Владелец (владельцы)                                                                   |
| ------------------------ | ------------- | ----------- | --- | ------------------ | --------------------------- | -------------------------------------------------------------------------------------- |
| Grand Theft Auto (GTA)   | 1997          | $9,99 млрд  | - Видеоигры – $9,986 млрд | Видеоигра          | Дэвид Джонс Майк Дэйлли     | Rockstar Games (Take-Two Interactive)                                                  |
| JoJo’s Bizarre Adventure | 1987          | $9,8 млрд   | - Журнал манга – $8,937 млрд - Тома манги – $489 млн - Видеоигры – $306 млн - DVD и Blu-ray с аниме – $40 млн - Лицензионные товары – $23 млн - Касса – $2 млн | Манга              | Хирохико Араки              | Хирохико Араки Shueisha (Hitotsubashi Group) (манга) Bandai Namco Entertainment (игры) |
| Lineage                  | 1998          | $9,72 млрд  | - Видеоигры – $9,715 млрд | Видеоигра          | Jake Song                   | NCSoft                                                                                 |
| «Томас и его друзья»     | 1945          | $9,48 млрд  | - Розничные продажи – $9,457 млрд - Касса – $20 млн | Книга              | Уилберт Одри Кристофер Одри | Egmont Group Mattel                                                                    |
| Парк юрского периода     | 1990          | $8,91 млрд  | - Касса – $5,013 млрд - Продажи товаров – $2,206 млрд - Продажа домашнего видео – $877 млн                                                                     | Роман              | Майкл Крайтон               | Universal PicturesAmblin Entertainment                                                 |

## Больше 4 млрд долларов
| франшиза                                | Год основания | Общий доход | Распределение выручки                                                            | Оригинальные медиа | Создатель(-и)                                                                 | Владелец (владельцы) |
| --------------------------------------- | ------------- | ----------- | -------------------------------------------------------------------------------- | ------------------ | ----------------------------------------------------------------------------- | -------------------- |
| The Legend of Zelda (Zelda no Densetsu) | 1986          | $4,04 млрд  | - Видеоигры — $3,853 млрд - Продажи товаров — $129 млн - Продажи манги — $54 млн | Видеоигра          | Сигэру Миямото Такаси Тэдзука Nintendo Entertainment Analysis and Development | Nintendo             |